# Univerzális Élet
Az Univerzális Élet egy új vallási mozgalom, amelynek székhelye Németországban található. A mozgalom által terjesztett tanítások úgynevezett új kinyilatkoztatáson alapulnak. Sok szakértő szektának minősíti  és a Bajor Közigazgatási Bíróság (BayVGH) megállapítása alapján a világnézete nem egyeztethető össze az alaptörvénnyel és a bajor alkotmánnyal.
Tevékenységei Bajorországban összpontosulnak, de a szervezet Németország más régióiban, valamint a környező országokban, Ausztriában, Olaszországban, Svájcban, továbbá Magyarországon is  képviselteti magát.
A békés mezőgazdaságot és a vegetarianizmust támogatja az "isteni felemelkedés" érdekében. A békés mezőgazdaság (Friedfertiger Landbau) a mezőgazdasági termelés olyan módja, amely az élet minden formáját tiszteletben tartja és a természeti környezettel egységben dolgozik, így például ellenzik a műtrágyák és a rovarölő szerek használatát is.

## Szinonimák és más nyelvek
Eredeti elnevezése Jézus Krisztus Hazavezető Műve. 1984-ben felvette az Univerzális Élet nevet, németül Universelles Leben, angolul Universal Life – The Inner Religion.
Az Univerzális Élet hivatalos folyóirata: a Krisztusállam.
Az Univerzális Élet nem tévesztendő össze Kirby Hensley egyházával Amerikában. Amerikai Egyesült Államokban emiatt Az Univerzális Élet teljes neve Universal Life – The Inner Religion (Univerzális Élet – A Belső vallás).

## Elterjedtség
Pontos számokat nehezen adhatunk meg, mivel az Univerzális Élet közösségében nincs formális tagság.
Georg Schmid a ""Kirchen, Sekten, Religionen"" című könyvében (2003) a tagok számát világszerte 100 ezer főre becsüli, ebből Németországban 40 ezer főre. Más becslések szerint (2000-ben) szerte Európában kb. 40 ezer fő tartozik a közösséghez.
AZ Univerzális Élet főképpen Németországra koncentrálódik, a szervezet azonban más területeken és országokban is aktív, például Ausztriában Svájcban, Olaszországban, Szlovéniában, Horvátországban, Mianmarban stb. A közösség Magyarországon is bejegyzett közösségként működik.

## Tanítása

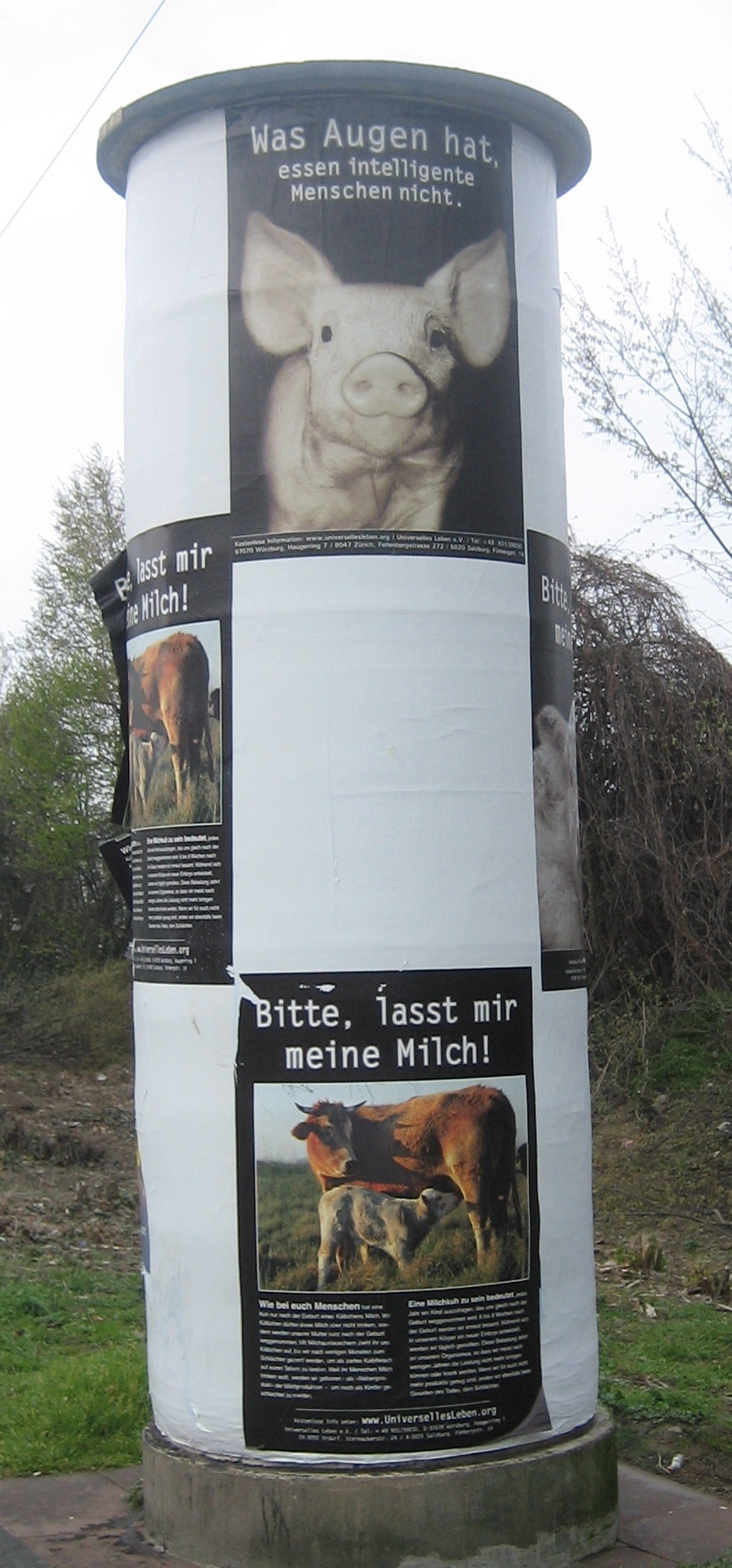
A vegetarianizmust népszerűsítő plakátjuk

Az Univerzális Élet egy közösséget jelent, amely saját meghatározása szerint az őskeresztény áramlathoz kapcsolódik. Az Univerzális Élet őskeresztényeinek vezérfonala gondolkodásukban, életvitelükben és cselekedeteikben a Tízparancsolat és Jézus Hegyi Beszéde.
Tanítása azokon a kinyilatkoztatásokon alapul, amelyet az alapító, Gabriele Wittek kapott a hetvenes és nyolcvanas években a személyes őrangyalától Emmanuel fivértől, különböző szellemi lényektől, köztük Liobánitől és Jézus Krisztustól. Gabriele, akit prófétaasszonyként is neveznek az Univerzális Élet követői, és nézetük alapján a názáreti Jézus Krisztus óta a legnagyobb próféta.
Isten egy személytelen elv, éter, amely minden létet áthat. Ez az Őserő teremtette a Szellemlényt, mint az Atya Istent és a Fiú Istent, de a Sátán női elvet is, amely fellázadt Isten ellen. Ez Luciferré lett és követőket gyűjtött maga köré, akik a bukott lények lettek. Ezek a bukott lények emberré materializálódtak sok millió éven át. A Sátán végső törekvése minden forma feloszlatása volt az örök éterben. A Krisztus nevű szellemlény emberi burkot felvéve mint Jézus, minden emberbe elültette az Megváltó szikráját. Ez a Megváltó szikra megakadályozza a lélek további süllyedését egészen az örök éterben való feloszlatásáig. Ezért mindegyik lélek egy nap Istenhez visszatér Krisztus által. Az embernek sok újraszületésen keresztül kell dolgozni saját magán, hogy tisztítsa karmáját, amely a korábbi életek minden jó és rossz tette. Krisztus nem törölte el az emberiség karmáját, azért mindenkinek saját magát kell megváltani, de csak Krisztus segítségével, mert ő az út, az igazság és az élet.
Wittek kinyilatkoztatásai szerint a Bibliában hamisítások és ellentmondások vannak. Nézetük szerint a mai keresztény egyházak eltértek a kereszténység ősképétől és meghamisították az eredeti keresztény tanítást.
Jellemző még az Univerzális Élet tanítására a világ végében való szilárd hit, hitük szerint a béke ezeréves uralma fog eljönni. A világ alatt nem a földbolygóra gondol hanem mindarra, ami ezen a földön az emberek Isten törvényének ellentmondó tevékenységéből létrejött. Minden ember karmája fogja meghatározni, hogy beléphet-e az ember ebbe a birodalomba. Ezt a karmát materializált élete során alkotta meg az ember.

## Istentisztelet és gyakorlat
Az Univerzális Élet rendezvényeit sokfelé tartják bel- és külföldön egyaránt, ezeket a helyszíneket "őskeresztény találkozóhelyeknek" nevezik.
Tanításuk a Belső Út: "ismerj rá önmagadra. Ismerd fel hibáidat és gyengeségeidet. Rendezd az életedet, rendezd a gondolataidat. Fegyelmezd magad, hogy ezáltal világosabban láss, több energiához juss, és végső soron, hogy áttekinthesd önmagadat."
Ahhoz, hogy a "haladó istenember" állapotát gyorsabban elérjék, azt javasolják a tagoknak, hogy bizonyos "földi dolgokról", például stimuláló szerekről, valamint bizonyos élelmiszerekről (hús, kávé) fokozatosan szokjanak le az önfelismerés és öntisztítás által. Lépésről lépésre nemesítsék a szexuális életet is, és használják az Univerzális Élet által kinyilatkoztatott terápiákat különböző betegségeik gyógyításánál, de "földi" orvosukat is keressék fel.
Számukra az ideális életforma a lakóközösségekben való együttélés.
A szervezet sajátos felfogása szerint mindezekkel a dolgokkal kapcsolatos fanatizmus elutasítandó. Sokkal inkább fontos, hogy minden ember a legjobb tudása és lelkiismerete szerint cselekedjen.

## Szervezet
Az univerzális élet élén a 2010-es években is a prófétaként tisztelt Gabriele Wittek áll, akinek állítólagos kinyilatkoztatásai képezik a hit alapjait, a Hegyi Beszéd mellett.
A különböző közösségeket Krisztussejteknek nevezik, melynek tagjai szoros kapcsolatot ápolnak egymással.
Az Univerzális Élet tagjai által vezetett vállalatokat(iskolákat, kórházakat és egy kiadót) sajátos "érdekközösségbe" tömörítik. E vállalkozások között sokat hoztak létre a biogazdálkodás, ld. mezőgazdaság támogatására.
E vállalkozások azonban többnyire hivatalosan nem kötődnek az Univerzális Élethez.
Az Univerzális Élet közösségét nem az egyházi adókból finanszírozzák (ehhez egyébként a jogi státusuk is hiányozna), nem is vesz igénybe állami támogatásokat, hanem kizárólag a tagok, vállalkozások adományaiból tartják fenn magukat.

## Párbeszédük más vallásokkal
Mindenfajta vallások közötti párbeszédet (ökumené) elutasít az Univerzális Élet, mivel a többi egyház az évszázadok folyamán jelentősen eltért az ősegyház eszményképétől és ezzel meghamisították Jézus Krisztus tanítását. A római pápának írták Az őskeresztények beszélni szeretnének a pápával – Kritikus kérdések a háborúval és a békével kapcsolatban című levelüket.
A keresztény egyházak nézőpontjából tekintve az Univerzális Élet egy szinkretista újkinyilatkoztatási mozgalom keresztény elemekkel.

## Fontosabb művek
Az Univerzális Élet fontosabb könyvei és folyóiratai, többnyire csak német nyelven:
- Ez az Én Szavam Alfa és Omega – Jézus Evangéliuma – Krisztus kinyilatkoztatása
- A Názáreti Jézus tanai apostolainak és tanítványainak, akik azt fel tudták fogni
- Isten Tíz Parancsolata – Az őskeresztények élete
- A belső Út: az Isten Szellemével való eggyéválásig
- Minden betegségnek keletkezése és okai
- Gyermeked és te – az önzetlen szeretet élet iskolája
- Amit gondolsz és beszélsz, megmutatja ki vagy!
- A próféta – folyóirat
- Gabrielle levelei – folyóirat

## Kritika
A közösséget rendszeresen vádolják antiszemita eszmék terjesztésével. Ennek alapja többek között Wittek írásai.
A Der Christusstaat-weltweit című újságban, amelyet 1998-ig nyomtattak, összeesküvés-elméletek is megjelentek.

## Külső hivatkozások
- http://www.universelles-leben.org/ – Offizielle Website
- https://web.archive.org/web/20051215193711/http://www.universelles-leben.org/hu/index.html – magyarul
- http://elet.uni.hu/-%5B%5D az Univerzális Élet magyarországi közösségének honlapja
- http://www.das-wort.com/ – könyvek
- http://www.revo.org/ – Zeitung
- http://www.kirchenopfer.de/
- http://www.radio-santec.com/ – rádió adások
- http://www.steinadler-schwefelgeruch.de
- http://www.gabriele-stiftung.de
- https://web.archive.org/web/20051103053928/http://www.heilzentrum.cc/ – Jézus, a Krisztus világra kiterjedő Ima – és hitgyógyító központja
- https://web.archive.org/web/20060505232617/http://www.heilzentrum.cc/hu/index.html – magyarul